# Montbrun-Bocage
Montbrun-Bocage är en kommun i departementet Haute-Garonne i regionen Occitanien i södra Frankrike. Kommunen ligger i kantonen Montesquieu-Volvestre som tillhör arrondissementet Muret. År 2022 hade Montbrun-Bocage 581 invånare.

## Befolkningsutveckling
Antalet invånare i kommunen Montbrun-Bocage
Referens:INSEE